# Polens håndboldforbund
Związek Piłki Ręcznej w Polsce er navnet på det polske håndboldforbund. Det blev etableret i 1928. Forbundet blev medlem af det europæiske håndboldforbund, European Handball Federation i 1991 og det internationale håndboldforbund, International Handball Federation i 1946.